# 龙巴勒弗朗
龙巴勒弗朗（法語：Rombach-le-Franc，法語發音：[ʁɔ̃ba lə fʁɑ̃]）是法国上莱茵省的一个市镇，属于科尔马-里博维莱区。

## 地理
龙巴勒弗朗（48°17'3"N, 7°15'38"E）面积17.87 平方千米，位于法国大東部大區上莱茵省，该省份为法国东部内陆省份，是阿尔萨斯的一部分，今与下莱茵省组成了阿尔萨斯欧洲集体，其北临下莱茵省，西接孚日省，西南接贝尔福地区省，东侧沿莱茵河与德国相望，南与瑞士接壤。
与龙巴勒弗朗接壤的市镇（或旧市镇、城区）包括：圣克鲁瓦欧米讷、列夫尔、吕比讷、布雷特诺、富希、讷布瓦、于尔贝、拉旺塞勒。

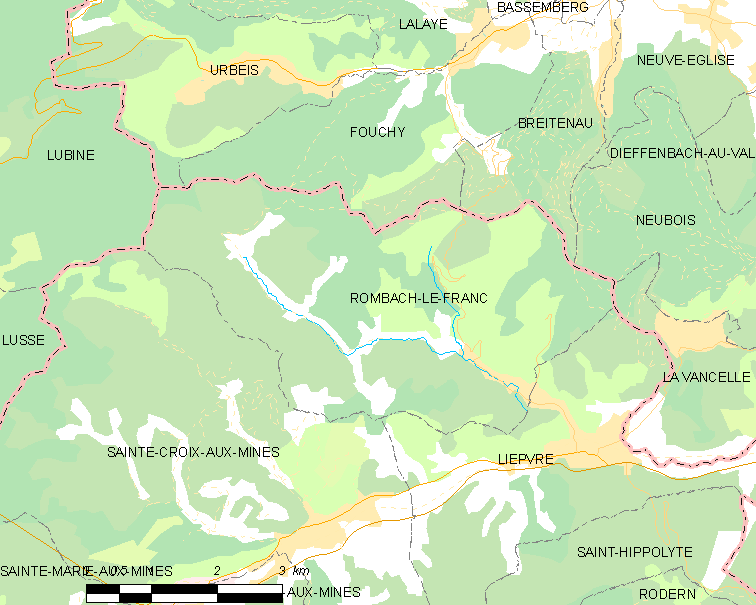
龙巴勒弗朗的OSM定位图

龙巴勒弗朗的时区为UTC+01:00、UTC+02:00（夏令时）。

## 行政
龙巴勒弗朗的邮政编码为68660，INSEE市镇编码为68283。

## 政治
龙巴勒弗朗所属的省级选区为圣玛丽欧米讷县。

## 人口

1962-2008年间龙巴勒弗朗人口变化图示

龙巴勒弗朗于2022年1月1日时的人口数量为785人。